# Glass Houses
Glass Houses is een album van Billy Joel uit 1980.
Het is het zevende studio-album van de Amerikaanse zanger. Het album is het derde album op rij, na The Stranger en 52nd Street, dat Joel produceerde samen met Phil Ramone. Het is ook het laatste album van Joel waarop zijn vaste begeleidingsband in originele samenstelling te horen is. Vergeleken met zijn eerdere albums heeft dit album een steviger geluid.
Het album was een commercieel succes en behaalde de eerste plaats in de Amerikaanse Billboard 200. Ook in Canada en IJsland werd de eerste plaats gehaald. In Australië, Noorwegen, Zweden, Oostenrijk, Nieuw-Zeeland, Japan en het VK werd het een top 10-album. In Nederland bleef het steken op de 20e plek. In de VS is het album bekroond met 7 keer platina omdat het meer dan 7 miljoen keer verkocht is. In 1981 won Joel de Grammy Award voor "Best Male Rock Vocal Performance" voor dit album.
Van het album zijn vijf singles gehaald - alle vijf de tracks van kant A. Het nummer "It's Still Rock and Roll to Me" leverde Joel zijn eerste Amerikaanse nummer-1 single op.

## Tracklijst
Alle nummers zijn door Joel geschreven

| 1.                 | You May Be Right               | 4:15 |
| 2.                 | Sometimes a Fantasy            | 3:40 |
| 3.                 | Don't Ask Me Why               | 2:59 |
| 4.                 | It's Still Rock and Roll to Me | 2:57 |
| 5.                 | All for Leyna                  | 4:15 |
| Totale duur: 18:06 |                                |      |

| 6.                 | I Don't Want to Be Alone        | 3:57 |
| 7.                 | Sleeping with the Television On | 3:02 |
| 8.                 | C'était Toi (You Were the One)  | 3:25 |
| 9.                 | Close to the Borderline         | 3:47 |
| 10.                | Through the Long Night          | 2:43 |
| Totale duur: 16:54 |                                 |      |